# Dipartimento di Matam
Il dipartimento di Matam (fr. Département de Matam) è un dipartimento del Senegal, appartenente alla regione di Matam. Il capoluogo è la cittadina di Matam, capoluogo regionale.
Si estende nella parte nordorientale della regione, sulla sinistra idrografica del fiume Senegal e lungo il confine con il Mali.
Il dipartimento di Matam comprende 3 comuni e 2 arrondissement, a loro volta suddivisi in 6 comunità rurali.
comuni:
- Matam
- Ourossogui
- Thilogne

arrondissement:
- Agnam Civol
- Ogo